# AMIA 폭탄 테러
AMIA 폭격(AMIA bombing)은 1994년 7월 18일 아르헨티나 부에노스아이레스에서 발생했으며 유대인 커뮤니티 센터인 AMIA(Asociación Mutual Israelita Argentina, 번역: "아르헨티나 이스라엘 상호 협회")를 표적으로 삼았다. 자살 공격으로 실행된 폭탄을 실은 밴이 AMIA 건물로 돌진한 후 폭발하여 85명이 사망하고 300명 이상이 부상을 입었다. 현재까지 이 폭격은 아르헨티나 역사상 가장 치명적인 테러 공격으로 남아 있다. 1994년 아르헨티나에는 200,000명의 유대인 공동체가 있었다. 이는 라틴 아메리카에서 가장 큰 공동체이자 이스라엘을 제외하면 세계에서 6번째로 큰 공동체이다.
수년에 걸쳐 AMIA 폭탄 테러는 은폐 혐의로 알려졌다. 2004년 9월 '지역 연루'에 연루된 용의자 전원(그 중에는 부에노스아이레스 지방경찰 소속 다수)이 무죄 판결을 받았다. 2005년 8월 해당 사건을 담당했던 연방 판사 후안 호세 갈레아노(Juan José Galeano)는 수사 부실로 인해 '심각한 비리' 혐의로 탄핵돼 직위에서 해임됐다. 2005년 가톨릭교회 추기경 호르헤 마리오 베르고글리오(2013년 교황 프란치스코가 됨)는 AMIA 폭격 사건에 대한 정의를 위한 청원서에 서명한 최초의 공인이었다. 그는 폭탄 테러 11주년을 기념하는 '피해자 85명, 서명 85인'이라는 문서의 서명자 중 한 명이었다.
2006년 10월 25일, 아르헨티나 검사 알베르토 니스만(Alberto Nisman)과 마르셀로 마르티네스 부르고스(Marcelo Martínez Burgos)는 이란 정부가 폭격을 지시하고 레바논 이슬람 무장 단체 헤즈볼라가 이를 수행했다고 공식적으로 비난했다. 2006년 검찰의 주장에 따르면 아르헨티나는 부에노스아이레스가 테헤란에 대한 핵 기술 이전 계약을 중단하기로 결정한 이후 이란의 표적이 됐다. 계약이 종료되지 않았기 때문에 이는 논쟁의 여지가 있었고 이란과 아르헨티나는 폭격이 발생한 1992년 초부터 1994년까지 모든 양자 협정에 대한 완전한 협력을 복원하기 위해 협상 중이었다.
2024년 아르헨티나 법원은 이란이 공격을 지시했으며 그 공격은 헤즈볼라가 수행했다고 판결했다. 이번 판결은 이란을 테러국가로 규정하기도 했다.